# X-Gene

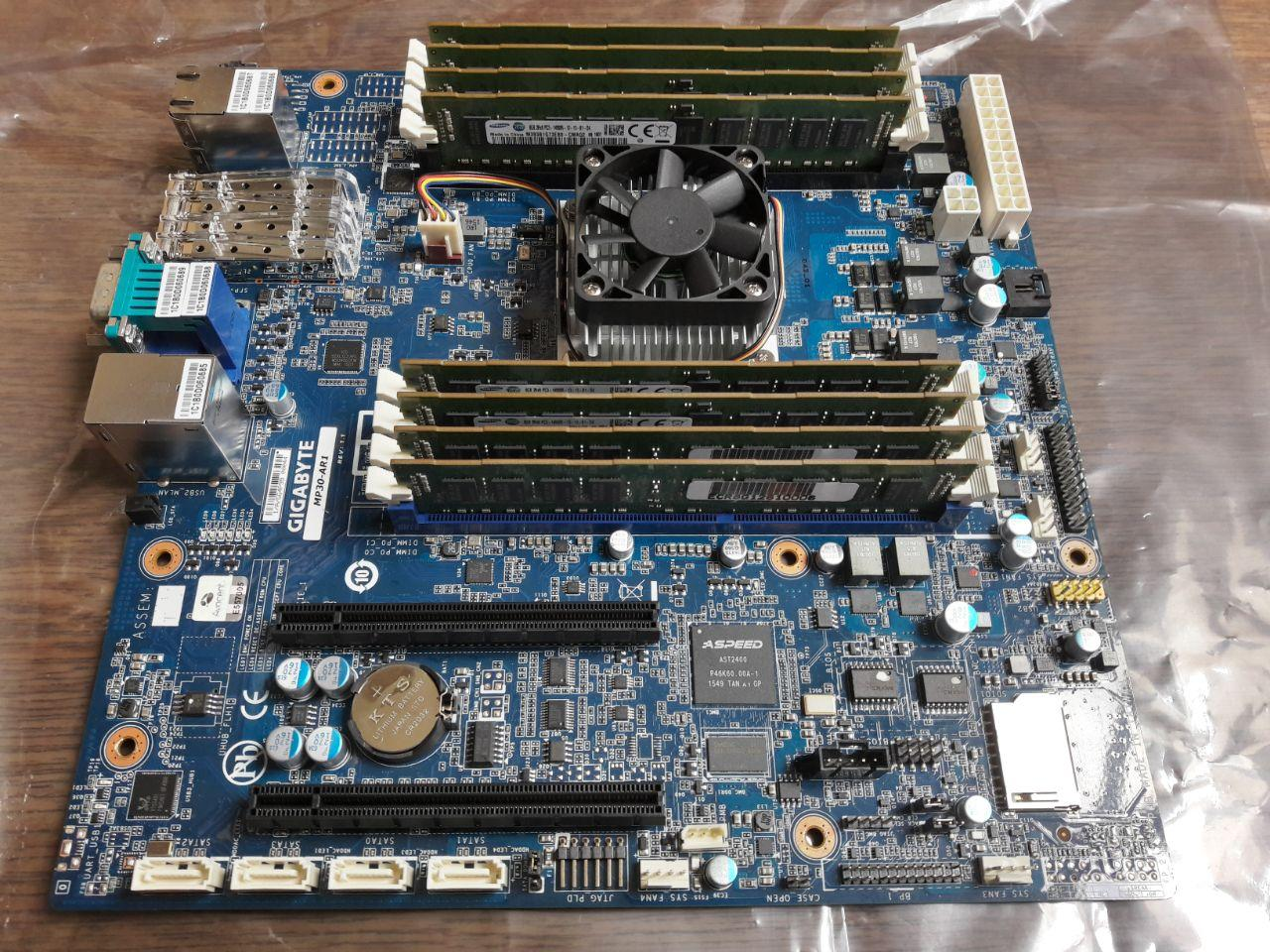
Carte mère Gigabyte utilisant un processeur X-Gene

Le X−Gene est un SoC de la société AppliedMicro (en) basé sur l'architecture ARM Cortex-A50 (jeu d'instructions ARMv8 ou aarch64), 64 bits. En avril 2012, AppliedMicro présente des FPGA fonctionnels de ce SoC, capable de faire fonctionner une distribution Linux adaptée par Redhat avec Apache et php.
Durant l'été 2014, deux nouveaux produits sont sortis, les X-Gene APM883204, équipé de 4 cœurs ARMv8 à 2,4 GHz et X-Gene APM883208, équipé de 8 cœurs ARMv8 à 2,4 GHz, durant l'été 2014. Ils sont tous les deux basé sur la technologie ASIC en 40 nm, et comprennent également tous deux 4 ARM Cortex-A5 et ARM Cortex-M3, destinés à la gestion de l'environnement, matériel et des échanges. La société SoftIron a produit des cartes mères basées sur ces processeurs. Des tests effectués au CERN sur ces processeurs, en utilisant le framework d'application CMSSW  démontrent une plus faible puissance de calcul, mais également un plus grande efficacité que les processeurs Intel de gammes équivalentes. Il devient alors possible de multiplier le nombre de ces cœurs et d'avoir une puissance de calcul supérieure avec la même consommation énergétique, ce qui est un élément crucial dans les supercalculateurs. Les chercheurs espèrent que la seconde génération de X-Gene en 28 nm, atteigne encore de meilleures performances.